# 管啟源
管啟源（Guan Qi Yuan）是馬來西亞華語流行音樂製作人、錄音工程師、詞曲創作人、版權管理人、唱片企劃、專欄作者兼經紀人。

## 生平
1994年錄音工程系畢業以後，管啟源一直在流行音樂圈內工作。事業前期為錄音師，1997年開始成為製作人，第一張參與製作的專輯是張覺隆《作品1997》。2000年後開始歌詞創作，第一首發表的作品為梁靜茹的專輯《勇氣》裡面的〈昨天〉。為趙之璧創作《快樂是自找的》後應作詞人李焯雄邀請為莫文蔚新歌〈原罪〉填詞。
管啟源的作品包括光良+曹格《少年》、梁靜茹《接受》、蔡依林《一個人》、黃小琥《對愛期待》、楊宗緯《對愛渴望》、李佳薇《分隔線》、羅志祥《不具名的悲傷》、林健輝《內傷》、丁噹《一半》 、張智成《你愛上的我》等。他積極推動新馬創作人的音樂作品，同時參與多張海內外歌手的專輯製作，並且擔任電視台之選秀比賽評審。
2014年，管啟源與資深經紀黎紓廷與資深音樂總監蕭啟賢創立大茶飯娛樂經紀，除了培養歌手與藝人，也為選秀節目製作音樂，是The Voice SGMY的音樂總監之一。2019年受ASTRO電視台之邀，為馬來西亞中文音樂50年的紀錄片《在赤道上唱歌的人》撰稿。

## 作品列表[6][7]
| 歌手     | 歌曲 |
| 張學友   | 又十年 |
| 李佳薇   | 分隔線、如果愛是星光、無害 |
| 丁噹     | 一半、倒不如 |
| 王心凌   | 陳淑芬與林志豪、碰碰 |
| 宇珩     | 公民心事、Life、有你多好、朋友們都結婚去了、最後、還是一個人、微笑的理由（與梁靜茹合唱）、不鏽鋼（與蕭賀碩合唱）                                                          |
| 吳建豪   | 放手 |
| 辛曉琪   | 空窗 |
| 卓文萱   | 靜電 |
| 林一心   | 日出、沒答案 |
| 林健輝   | 內傷、不夠狠、還原 |
| 信       | 恨愛不成鋼、趁我 |
| 品冠     | 拼圖、桃花、轉捩點 |
| 孫燕姿   | 關於 |
| 袁惟仁   | 幸福、幸福的顏色 |
| 動力火車 | 我陪你面對 |
| 張智成   | 你愛上的我、寂寞有罪 |
| 張棟樑   | 日日夜夜、愛你勝過自己、人生沒有如果、之間、如果、年華、低調、明白、相信、偶像歌手、寂寞成自然、這首歌、最好的快要發生、就微笑了、給朋友的話、過渡期、Your Heart My Heart |
| 曹格     | 借我一輩子、少年（與光良合唱） |
| 梁詠琪   | 遊牧民族 |
| 梁靜茹   | 你還在不在、昨天、旅程、接受、眼淚的地圖、這一天 |
| 莫文蔚   | 原罪 |
| 陳子超   | 失敗俱樂部、如果冬夜一個旅人、抽象、馬拉松、動物感傷、就這樣、駱駝、Carry On、Fine                                                                                        |
| 陳勢安   | 抱歉 |
| 陶晶瑩   | 如果只有一夜 |
| 曾國輝   | 一百歲、我不會忘記 |
| 黃小琥   | 人生嘿、聖人、對愛期待 |
| 黃啓銘   | 多年以後、沒有時間感傷、新情歌、為了他 |
| 黃靖倫   | 我會一直記得、懶 |
| 楊丞琳   | 其實我們值得幸福、差一個擁抱、掛失的青春 |
| 楊宗緯   | 對愛渴望 |
| 趙之璧   | 快樂是自找的 |
| 蔡依林   | 一個人、我要的選擇 |
| 蔡淳佳   | 一刻曖昧、老朋友 |
| 蕭煌奇   | 慢慢走 |
| 羅志祥   | 力量、不具名的悲傷、空中飛人 |
| Baby     | 我不愛你了、我們都沒錯、男人與小孩、愛你到永遠、Falling in Love |

## 外部連結
- 大马音乐人管启源 （页面存档备份，存于）